# Belmore
Belmore és una població dels Estats Units a l'estat d'Ohio. Segons el cens del 2000 tenia 171 habitants.

## Demografia
Segons el cens del 2000, Belmore tenia 171 habitants, 50 habitatges, i 42 famílies. La densitat de població era de 153,5 habitants per km².
Dels 50 habitatges en un 48% hi vivien nens de menys de 18 anys, en un 64% hi vivien parelles casades, en un 6% dones solteres, i en un 16% no eren unitats familiars. En el 10% dels habitatges hi vivien persones soles el 4% de les quals corresponia a persones de 65 anys o més que vivien soles. El nombre mitjà de persones vivint en cada habitatge era de 3,42 i el nombre mitjà de persones que vivien en cada família era de 3,62.
Per edats la població es repartia de la següent manera: un 0% tenia menys de 18 anys, un 6,4% entre 18 i 24, un 28,7% entre 25 i 44, un 22,8% de 45 a 60 i un 4,7% 65 anys o més.
L'edat mediana era de 29 anys. Per cada 100 dones de 18 o més anys hi havia 105,8 homes.
La renda mediana per habitatge era de 42.500 $ i la renda mediana per família de 37.143 $. Els homes tenien una renda mediana de 35.375 $ mentre que les dones 30.625 $. La renda per capita de la població era de 12.887 $. Aproximadament el 28% de les famílies i el 34,3% de la població estaven per davall del llindar de pobresa.

## Poblacions més properes
El següent diagrama mostra les poblacions més properes.